# Lycodon travancoricus
Lycodon travancoricus, també coneguda com a serp llop de Travancore, és una espècie de serp de la família dels colúbrids.